# 셜리 맨슨
셜리 맨슨(Shirley Ann Manson, 1966년 8월 26일 ~ )은 스코틀랜드의 가수 및 배우로, 가비지의 일원이다.